# Stati dell'Europa
     Stati che si trovano interamente all'interno dei confini convenzionali dell'Europa
     Territori europei degli Stati transcontinentali
     Territori asiatici degli Stati transcontinentali
     Stati che si trovano geograficamente in Asia

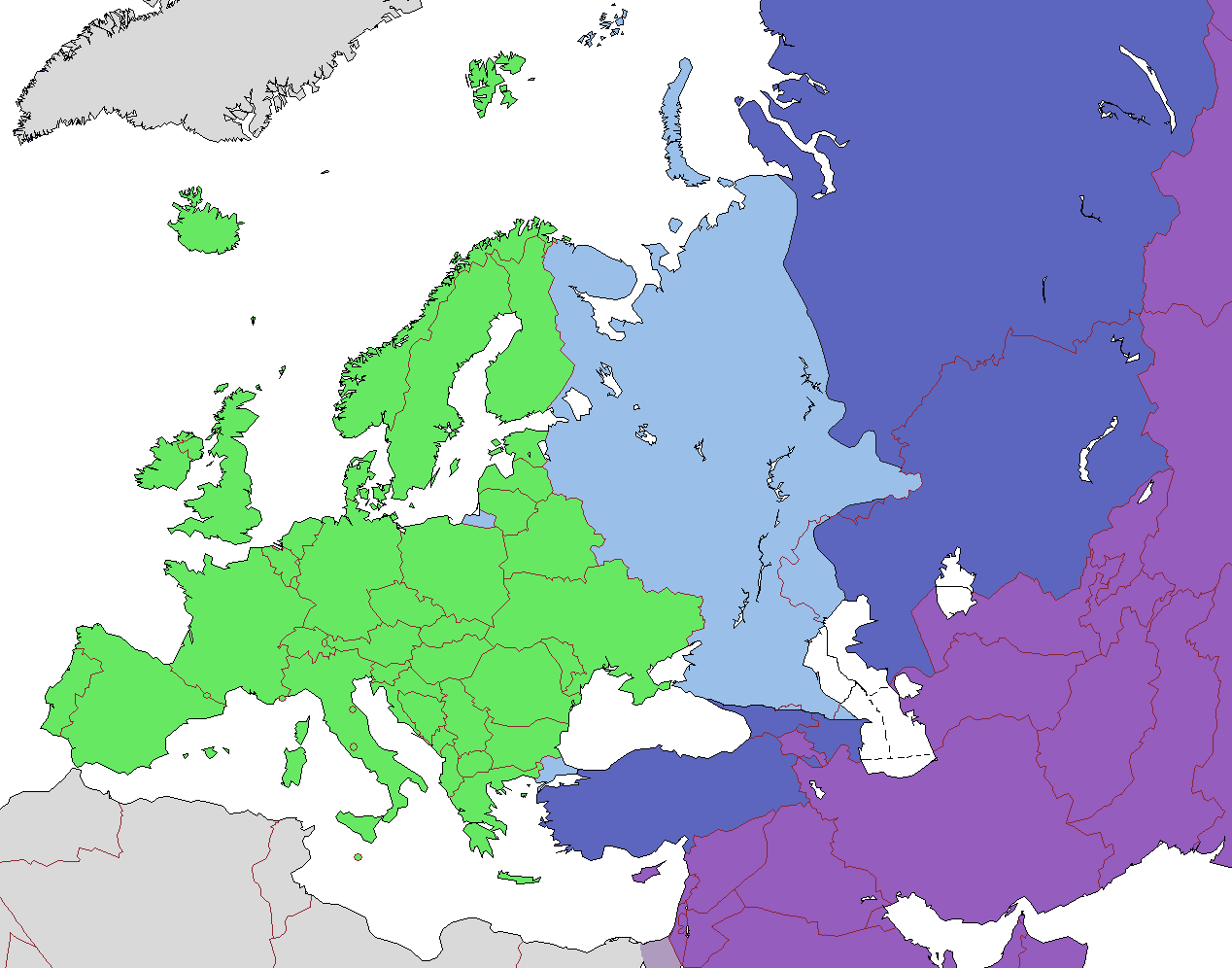
Stati che si trovano interamente all'interno dei confini convenzionali dell'Europa
Territori europei degli Stati transcontinentali
Territori asiatici degli Stati transcontinentali
Stati che si trovano geograficamente in Asia

L'elenco che segue comprende tutte le entità che rientrano anche parzialmente in qualcuna delle varie definizioni comuni dell'Europa, geografica e politica.

## Descrizione
L'associazione di uno Stato a organizzazioni politiche o economiche internazionali aventi sede in Europa (come l'Unione europea, il Consiglio d'Europa, l'AELS, l'OCSE e la CSI) non indica necessariamente che tale Stato sia geograficamente europeo; parimenti, l'appartenenza a organizzazioni sportive internazionali (come l'UEFA o la COE), non è per nulla significativa a tale riguardo. Ciononostante, a volte si fa confusione, in particolare, tra il continente Europa e l'Unione europea o il Consiglio d'Europa.
Ciò premesso, si possono distinguere tre gruppi di stati: quelli unanimemente considerati europei; quelli transcontinentali tra Asia ed Europa; quelli che, pur essendo geograficamente asiatici, sono membri del Consiglio d'Europa. Sommando gli appartenenti ai tre gruppi, gli Stati presenti in Europa sono cinquanta.
In particolare, si segnalano le seguenti situazioni.
- La Russia, Stato transcontinentale, ha la maggior parte del suo territorio in Asia, ma la capitale e la maggior parte della popolazione in Europa; è normalmente considerata un paese europeo. Anche la Commissione statistica delle Nazioni Unite, nel suo geoschema[3], inserisce la Russia tra i paesi europei.
- La Turchia, Stato transcontinentale, ha la capitale e la maggior parte della popolazione e del territorio in Asia. È normalmente considerata un paese asiatico. È membro dal 1949 del Consiglio d'Europa e candidato ufficialmente all'adesione all'Unione europea. La Commissione statistica delle Nazioni Unite, nel suo geoschema[3], inserisce la Turchia tra i paesi asiatici.
- Il Kazakistan, Stato transcontinentale, ha la capitale e la maggior parte della popolazione e del territorio in Asia. È normalmente considerato un paese asiatico. La Commissione statistica delle Nazioni Unite, nel suo geoschema[3], inserisce Il Kazakistan tra i paesi asiatici.
- La Georgia e l'Azerbaigian, paesi del Caucaso meridionale, sono geograficamente appartenenti all'Asia occidentale o transcontinentali, a seconda di quale convenzione sui confine Europa-Asia si segua. Ponendo il confine sulla Depressione del Kuma-Manyč, Georgia e Azerbaigian sono geograficamente asiatici[4]; ponendo tale confine sullo spartiacque del Gran Caucaso, sono paesi transcontinentali con una piccola parte del territorio e della popolazione in Europa e la capitale e il resto della popolazione e del territorio in Asia[5]. Entrambi gli Stati sono membri del Consiglio d'Europa, del quale sono entrati a far parte rispettivamente nel 1999 e nel 2001; rientrano nella politica di vicinato da parte dell'Unione europea attraverso il Partenariato orientale[6]. La Commissione statistica delle Nazioni Unite, nel suo geoschema[3], inserisce la Georgia e l'Azerbaigian tra i paesi asiatici.
- Cipro fa geograficamente parte dell'Asia occidentale e ha stretti legami storici e sociopolitici con l'Europa. È uno Stato membro dell'Unione europea e del Consiglio d'Europa.
- L'Armenia è uno Stato del Caucaso meridionale ed è geograficamente considerata parte dell'Asia occidentale; presenta stretti legami storici e sociopolitici con l'Europa. È uno Stato membro del Consiglio d'Europa e rientra nel programma del Partenariato orientale dell'Unione europea[6].

Tutti i Paesi dell'elenco seguente sono membri del Consiglio d'Europa, tranne la Russia, la Bielorussia e la Città del Vaticano.
Tutti i Paesi dell'elenco seguente fanno parte delle Nazioni Unite, con l'eccezione della Città del Vaticano, che vi partecipa però con lo status di paese osservatore permanente.
In coda all'elenco sono riportati:
- i territori europei che non godono di indipendenza, ma appartengono ad altri Stati, cioè i territori d'oltremare britannici europei e le dipendenze della Corona britannica europee;
- le nazioni costitutive geograficamente americane del Regno di Danimarca e del Regno dei Paesi Bassi;
- gli Stati a riconoscimento limitato, ossia che hanno dichiarato unilateralmente la propria indipendenza e che non hanno ottenuto un pieno riconoscimento a livello internazionale (o non lo hanno ottenuto affatto).

## Stati sovrani
Indica un Paese membro dell'Unione europea
     Indica un Paese membro dell'Associazione europea di libero scambio
     Indica un Paese membro della Comunità degli Stati Indipendenti (ex sovietici)
     Indica un Paese non appartenente a nessuna delle precedenti organizzazioni

### Esplicative
1. 1 2 3 4 5 6 7 8  Paese candidato all'UE.
2. ↑  L'Armenia appartiene geograficamente all'Asia; dal punto di vista politico dal 2001 è membro del Consiglio d'Europa.
3. ↑  L'Azerbaigian è un paese geograficamente asiatico secondo la convenzione che pone il confine tra Europa ed Asia sulla depressione del Kuma-Manyč; è un paese transcontinentale tra Europa e Asia secondo la convenzione che pone il confine tra Europa ed Asia sullo spartiacque del Gran Caucaso.
Politicamente è un paese membro del Consiglio d'Europa.
4. 1 2 3  L'isola di Cipro appartiene geograficamente all'Asia occidentale. Politicamente è un paese membro dell'Unione europea e del Consiglio d'Europa.
5. 1 2  Danimarca e Paesi Bassi sono nazioni costituenti rispettivamente del Regno di Danimarca e del Regno dei Paesi Bassi. Entrambi sono membri dell'UE; tuttavia, le altre nazioni costituenti dei loro regni non ne fanno parte. Nelle organizzazioni internazionali, i termini Danimarca e Paesi Bassi sono spesso usati come nomi abbreviati per i rispettivi regni nel loro insieme.
6. ↑  La Georgia è un paese geograficamente asiatico secondo la convenzione che pone il confine tra Europa ed Asia sulla depressione del Kuma-Manyč; è un paese transcontinentale tra Europa e Asia secondo la convenzione che pone il confine tra Europa ed Asia sullo spartiacque del Gran Caucaso.
Politicamente è un paese membro del Consiglio d'Europa.
7. ↑  Il Kazakistan è un paese transcontinentale che ha la capitale, la maggior parte del suo territorio e della sua popolazione in Asia.
8. ↑  I Paesi Bassi sono anche conosciuti come "Olanda", ma questo nome si riferisce propriamente solo a una regione del paese.
9. 1 2 3 4  Il Regno Unito è composto da quattro nazioni costitutive: Inghilterra, Irlanda del Nord, Scozia e Galles. Il Regno Unito è responsabile delle relazioni estere e del buon governo delle Dipendenze della Corona di Guernsey, Isola di Man e Jersey, che sono separate. Inghilterra, Scozia e Galles costituiscono l'isola della Gran Bretagna (o semplicemente Gran Bretagna), il cui termine è a volte è utilizzato come sinonimo di Regno Unito.
10. ↑  Il nome breve ufficiale e più semplice, "Cechia", è stato incoraggiato dal governo ceco. Questo termine è stato adottato da diverse società e organizzazioni, tra cui Google Maps, al posto del termine "Repubblica Ceca". Si veda: Nome della Repubblica Ceca.
11. ↑  La Russia è uno Stato transcontinentale che ha la maggior parte del suo territorio in Asia, ma che ha la capitale e la maggior parte della popolazione in Europa.
12. ↑  La Turchia è uno stato transcontinentale che si estende principalmente in Asia occidentale (Anatolia) e in misura minore in Europa (Tracia). Politicamente fa parte del Consiglio d'Europa.
13. ↑  Il Kosovo, sebbene non sia membro o osservatore delle Nazioni Unite, da quando ha dichiarato l'indipendenza ha raggiunto un notevole grado di riconoscimento diplomatico. Inoltre, è stato accettato per l'adesione a diverse organizzazioni internazionali, tra cui due agenzie delle Nazioni Unite, e attualmente sta cercando l'adesione all'UE. Al 13 novembre 2019, 98 su 193 (51%) Stati membri delle Nazioni Unite (ONU), 22 su 27 (81%) Stati membri dell'Unione europea (UE), 25 su 29 (86%) Stati membri della NATO, e 34 su 57 (60%) Stati membri dell'Organizzazione per la cooperazione islamica (OIC) hanno riconosciuto il Kosovo. Il governo della Serbia non riconosce il Kosovo come uno Stato sovrano, ma ha iniziato a normalizzare le relazioni con il governo del Kosovo conformemente all'accordo di Bruxelles. Per tutta la nota, si veda: (in albanese) sito beinkosovo.com Archiviato il 22 giugno 2021 in Internet Archive., pagina Paesi che hanno riconosciuto il Kosovo come stato indipendente Archiviato il 22 giugno 2021 in Internet Archive..

### Bibliografiche
1. ↑   Regional groups of Member States | Department for General Assembly and Conference Management, su www.un.org.
2. ↑   Alessandro Elia, Quali sono i 50 stati europei? Guida aggiornata, curiosità e cosa sapere, su Domandalo - Le risposte che stavi cercando, 21 luglio 2025. URL consultato il 24 luglio 2025.
3. 1 2 3 4   Gli stati del mondo suddivisi per continente - dal sito di statistica delle Nazioni Unite - scheda "Regioni geografiche".
4. ↑    - Atlante Zanichelli, Zanichelli editore, 2003 (tavv. 20, 44; p. 134) - ISBN 88-08-21338-2;
  -  Georgia, in Sapere.it, De Agostini.;
  -  Caucasia, in Sapere.it, De Agostini.;
  -  Transcaucasia, in Treccani.it – Enciclopedie on line, Roma, Istituto dell'Enciclopedia Italiana.;
  - Georgia e Europa, in Enciclopedia Geografica Mondiale, De Agostini/Corriere della sera, 1995;
  -  Augusto Galli, I Paesi extraeuropei. Manuale di geografia turistica, Milano, FAG, 2006,  p. 169, ISBN 88-8233-528-3.
  -  Andrea Giardina, La nuova Storia con Geografia: Dalla preistoria all'anno Mille, vol. 2, Bari-Roma, Laterza, 2018,  p. 242, ISBN 88-421-1374-3.
5. ↑  
  -  Edigeo, Enciclopedia Zanichelli [2004]: dizionario enciclopedico di arti, scienze, tecniche, lettere, filosofia, storia, geografia, diritto, economia, Zanichelli, 2003,  p. 365, ISBN 978-88-08-21344-0.
«Caucaso: Catena montuosa sul limite geografico tra Europa e Asia»
  -  Zanichelli Editore, L'Europa fisica (PDF), su zanichelli.it,  pp. 12-13.
  - (EN)  National Geographic -  Europe: Physical Geography. URL consultato il 2 gennaio 2023 (archiviato dall'url originale il 4 marzo 2022).
6. 1 2   Eastern Partnership, su www.eeas.europa.eu.
7. ↑   World Population Prospects - Population Division - United Nations, su population.un.org. URL consultato l'8 febbraio 2023 (archiviato dall'url originale il 4 giugno 2020).
  - (EN) Dipartimento per gli affari economici e sociali delle Nazioni Unite, World Population Prospects 2022: Demographic indicators by region, subregion and country, annually for 1950-2100 (XLS), su population.un.org. URL consultato l'8 febbraio 2023 (archiviato dall'url originale il 6 marzo 2023).
8. ↑  Dati 2018 Государственный комитет Республики Абхазия по статистике, su ugsra.org. URL consultato l'8 febbraio 2023 (archiviato dall'url originale il 6 giugno 2020).
9. ↑   Kosovo population, su countrymeters.info.
10. ↑  Stima 2015 (RU) Перепись населения ПМР | ПРИДНЕСТРОВЬЕ, su newspmr.com.